# Capnocybe novae-zelandiae
Capnocybe novae-zelandiae är en svampart som beskrevs av S. Hughes 1966. Capnocybe novae-zelandiae ingår i släktet Capnocybe,  och familjen Metacapnodiaceae.   Inga underarter finns listade.